# 1152 Pawona
Az 1152 Pawona (ideiglenes jelöléssel 1930 AD) a Naprendszer kisbolygóövében található aszteroida. Karl Wilhelm Reinmuth fedezte fel 1930. január 8-án, Heidelbergben.